# HC Vita Hästen
HC Vita Hästen är en ishockeyklubb från Norrköping, som säsongen 2025/26 spelar i HockeyEttan. Åren 2014-23 spelade klubben i HockeyAllsvenskan, men efter säsongen 2022/23 ansökte aktiebolaget - som a-laget tillhörde - om konkurs. Hockeyskolan, ungdoms- och juniorverksamheten omfattades inte av konkursen då dessa drevs av föreningen Vita Hästen. Matchstället hemma är röd tröja med svarta byxor, bortastället är vit tröja och svarta byxor. Hemmaarenan heter Himmelstalundshallen, som invigdes 1977 och har en publikkapacitet på 4 500 personer.

## Historik
Vita Hästen grundades 1967 efter en sammanslagning av lokalkonkurrenterna IFK Norrköping och IK Sleipners ishockeysektioner. Som klubbnamn valdes IK IFK/IKS, men laget kom snabbt att kallas Vita Hästen i folkmun. Anledningen var att IFK Norrköping spelade i vita tröjor och att Sleipner var Odens häst i den nordiska mytologin. Smeknamnet blev så etablerat att klubben 1973 valde att göra det till sitt officiella namn - IK Vita Hästen.   
Sammanslagningen blev framgångsrik då IFK/IKS omgående blev ett topplag i Division 2, den dåvarande näst högsta divisionen. Åren 1968 och 1972 nådde klubben kval till den högsta divisionen utan att lyckas avancera. I mitten av 1970-talet började det gå sportsligt sämre, vilket slutligen ledde till degradering 1977 - oturligt nog samma år som Himmelstalundshallen stod färdig. Det skulle komma att ta tre år innan klubben hade tagit sig tillbaka.
År 1986 inleddes projektet Elit-90, vilket innebar att Norrköpings näringsliv gick samman ekonomiskt för att hjälpa klubben att nå Elitserien - den högsta serien. Detta gav resultat då Vita Hästen etablerade sig som en av Sveriges toppklubbar utanför högstaligan och under många år var en seriös utmanare att ta klivet upp. Åren 1990, 1992, 1994 och 1995 var Vita Hästen ett av fyra kvarvarande lag som slogs i kvalserien om en plats i Elitserien. Närmast ett avancemang var klubben 1990 då man föll med knapp marginal i en gastkramande avslutning på kvalet. En storseger (6-1) mot IF Björklöven räckte inte då Rögle BK i slutet av sin match tappade en till synes stabil ledning (4-1) och slutligen förlorade mot serieledarna Modo Hockey. Om Rögle vunnit matchen så hade Vita Hästen spelat i Elitserien nästkommande säsong.
Satsningen att nå Elitserien tärde på ekonomin, vilket slutligen resulterade i en bitter konkurs 1996. Klubben upphörde att existera och utgick därmed ur seriesystemet. Vita Hästen hade under resans gång samlat på sig 7 miljoner kronor i skulder. En ny klubb grundades omgående vid namn Norrköping Hockey, som enligt bestämmelserna skulle börja i den femte och således lägsta divisionen i seriesystemet. Snart kom dock en sammanslagning till stånd med förortslaget Skärblacka IF, som gav sin plats till förfogande i divisionen ovanför - under förutsättning att Skärblacka stod med i klubbnamnet. Nybildade Norrköping Hockey blev följaktligen istället Norrköping Skärblacka Hockey 96, förkortat NSH-96. Inför den andra säsongen ändrades klubbens namn till Hästen Hockey, vilket bar tur med sig då laget under denna säsong avancerade till Division 1 - den tredje högsta divisionen.
År 2006 valde klubben att byta namn till HC Vita Hästen och således ta tillbaka det klassiska namnet. Några år senare hade klubben etablerat sig i toppen av Division 1 och 2014 togs till sist det efterlängtade steget till HockeyAllsvenskan - den näst högsta serien. Väl tillbaka i hockeyeliten skördades den största framgången redan under första säsongen då klubben nådde direktkval till SHL - den högsta serien. Där tog det dock stopp då SHL-laget Modo Hockey vann med 4-0 i matcher. Vita Hästen spelade sedan i HockeyAllsvenskan fram till 2023, då det var dags för ännu en konkurs. Denna gång gällde det enbart klubbens aktiebolag, som visade sig ha 12 miljoner kronor i skulder. Följden blev att klubbens a-lag fick starta om i HockeyTrean, den femte och lägsta divisionen i seriesystemet. Vita Hästen som förening, inklusive ungdoms- och juniorlag, påverkades inte mer än indirekt av konkursen. Redan under omstartens första säsong avancerade klubben till HockeyTvåan, där man i sin tur endast tillbringade en säsong innan det var dags för nytt avancemang - till HockeyEttan. Vita Hästens målsättning är att ta sig tillbaka till elithockeyn så snart som möjligt.

## Publikrekord
Den 15 oktober 2015 sattes ev. publikrekordet för ishockey i Himmelstalundshallen då HC Vita Hästen i den allsvenska återkomsten mötte Södertälje SK inför 4694 åskådare. 

## Säsonger
Redan första säsongen vann man Division II och fick kvala till högsta serien. I kvalet kom man dock sist och man blev kvar som ett topplag i Division II. Efter serieombildningen 1975 hamnade man i Division I (dåvarande andraligan), men gick igenom en formsvacka och fick spela några säsonger i tredje-divisionen innan man kunde återkomma.
| Säsong                | Division              | Placering             | Kval/Playoff                                            |
| IK IFK/IKS Norrköping | IK IFK/IKS Norrköping | IK IFK/IKS Norrköping | IK IFK/IKS Norrköping                                   |
| --------------------- | --------------------- | --------------------- | ------------------------------------------------------- |
| 1967/1968             | Division II Södra A   | 1                     | 4:a i kvalserien till Division I                        |
| 1968/1969             | Division II Södra A   | 4                     |                                                         |
| 1969/1970             | Division II Södra A   | 3                     |                                                         |
| 1970/1971             | Division II Södra A   | 2                     |                                                         |
| 1971/1972             | Division II Södra A   | 1                     | 4:a i kvalserien till Division I                        |
| 1972/1973             | Division II Södra A   | 2                     |                                                         |
| IK Vita Hästen        |                       |                       |                                                         |
| 1973/1974             | Division II Södra A   | 2                     |                                                         |
| 1974/1975             | Division II Södra A   | 2                     |                                                         |
| 1975/1976             | Division I Östra      | 8                     |                                                         |
| 1976/1977             | Division I Östra      | 10                    | nerflyttade                                             |
| 1977/1978             | Division II Östra B   | 3                     |                                                         |
| 1978/1979             | Division II Östra B   | 2                     | Utslagna i av Avesta i kval till Division 1             |
| 1979/1980             | Division II Östra B   | 1                     | Besegrar Enköping i kvalet till division 1, uppflyttade |
| 1980/1981             | Division I Östra      | 9                     | 1:a i östra kvalserien till Division I                  |
| 1981/1982             | Division I Södra      | 6                     |                                                         |

Efter att ha tagit sig tillbaka till Division I etablerade sig Vita Hästen sakta men säkert i serien. När Allsvenskan infördes 1983 var man återigen ett topplag i andradivisionen och gick oftast vidare till Allsvenskan och playoff.
| Säsong    | Division          | Placering | Vårserie                  | Kval/Playoff                                                                    |
| --------- | ----------------- | --------- | ------------------------- | ------------------------------------------------------------------------------- |
| 1982/1983 | Division I Södra  | 4         | 1:a i fortsättningsserien | Utslagna av Väsby i playoff                                                     |
| 1983/1984 | Division I Östra  | 6         | 3:a i fortsättningsserien |                                                                                 |
| 1984/1985 | Division I Östra  | 3         | 2:a i fortsättningsserien | Utslagna av Hanhals i playoff                                                   |
| 1985/1986 | Division I Östra  | 3         | 2:a i fortsättningsserien | Playoff: Besegrar Piteå, utslagna av S/G 83                                     |
| 1986/1987 | Division I Östra  | 6         | 4:a i fortsättningsserien |                                                                                 |
| 1987/1988 | Division I Västra | 2         | 9:a i Allsvenskan         |                                                                                 |
| 1988/1989 | Division I Västra | 2         | 5:a i Allsvenskan         | Playoff: Besegrar Timrå, utslagna av Malmö                                      |
| 1989/1990 | Division I Västra | 1         | 5:a i Allsvenskan         | Playoff: Besegrar Tyringe och Skellefteå 2:a i kvalserien till Elitserien       |
| 1990/1991 | Division I Västra | 1         | 6:a i Allsvenskan         | Playoff: Besegrar Boden, utslagna av Rögle                                      |
| 1991/1992 | Division I Västra | 3         | 1:a i fortsättningsserien | Playoff: Besegrar Nacka, Mora och Björklöven 4:a i kvalserien till Elitserien   |
| 1992/1993 | Division I Södra  | 2         | 8:a i Allsvenskan         | Utslagna av Hammarby i playoff                                                  |
| 1993/1994 | Division I Södra  | 2         | 8:a i Allsvenskan         | Playoff: Vinner mot Tingsryd och Mora 4:a i Kvalserien till Elitserien          |
| 1994/1995 | Division I Södra  | 2         | 7:a i Allsvenskan         | Playoff: Vinner mot Björklöven och Team Kiruna 4:a i Kvalserien till Elitserien |
| 1995/1996 | Division I Södra  | 7         | 6:a i fortsättningsserien |                                                                                 |

Vita Hästen gick i konkurs 1996. En ny förening bildades under namnet Norrköping Hockey, som enligt bestämmelserna fick börja i den femte och lägsta divisionen i seriesystemet. Efter en sammanlagning med Skärblacka IF, fick man spela i divisionen ovanför nu med klubbnamnet Norrköping Skärblacka Hockey 96, förkortat NSH-96. Andra säsongen bytte man namn till Hästen Hockey och tog sig tillbaka i Division 1 till hösten 1999, men det skulle ta tio år tills man återigen var tillbaka i toppen av Division I. Säsongerna 2014/15 till 2022/23 spelade man återigen i andradivisionen som nu hette Hockeyallsvenskan.
| Säsong           | Division           | Placering        | Vårserie              | Kval/Playoff                                                                             |
| IK Hästen Hockey | IK Hästen Hockey   | IK Hästen Hockey | IK Hästen Hockey      | IK Hästen Hockey                                                                         |
| ---------------- | ------------------ | ---------------- | --------------------- | ---------------------------------------------------------------------------------------- |
| 1999/2000        | Division 1 Södra A | 7                | 1:a i vårserien       | 4:a i Playoff Södra grupp A                                                              |
| 2000/2001        | Division 1 Södra A | 2                | 6                     | 2:a i Förkval Södra grupp A                                                              |
| 2001/2002        | Division 1 Södra A | 3                | 5:a i Allettan Södra  |                                                                                          |
| 2002/2003        | Division 1 Södra   | 6                | 3:a i Förkval Södra A |                                                                                          |
| 2003/2004        | Division 1 Södra   | 9                |                       | 2:a i Kval Division 1 Södra grupp A                                                      |
| 2004/2005        | Division 1 Södra   | 8                |                       |                                                                                          |
| 2005/2006        | Division 1D        | 3                |                       |                                                                                          |
| 2006/2007        | Division 1D        | 4                | 1:a i vårserien       |                                                                                          |
| HC Vita Hästen   |                    |                  |                       |                                                                                          |
| 2007/2008        | Division 1D        | 1                | 4:a i Allettan Mellan |                                                                                          |
| 2008/2009        | Division 1E        | 2                | 5:a i Allettan Södra  |                                                                                          |
| 2009/2010        | Division 1E        | 3                | 2:a i Allettan Södra  | Playoff: Besegrar Hudiksvall, utslagna av Tingsryd                                       |
| 2010/2011        | Division 1E        | 1                | 1:a i Allettan Södra  | Vinner mot Enköpings SK i playoff 6:a i Kvalserien till Hockeyallsvenskan                |
| 2011/2012        | Division 1E        | 1                | 1:a i Allettan Södra  | Utslagna av Karlskrona HK i playoff                                                      |
| 2012/2013        | Division 1E        | 1                | 1:a i Allettan Södra  | Vinner mot Kiruna IF i playoff 4:a i Kvalserien till Hockeyallsvenskan                   |
| 2013/2014        | Division 1E        | 1                | 1:a i Allettan Södra  | Vinner mot Visby/Roma HK i playoff, 1:a i Kvalserien till Hockeyallsvenskan, uppflyttade |
| 2014/2015        | Hockeyallsvenskan  | 8                | 2:a i Slutspelsserien | Utslagna av Modo i Direktkval till SHL                                                   |
| 2015/2016        | Hockeyallsvenskan  | 11               |                       |                                                                                          |
| 2016/2017        | Hockeyallsvenskan  | 10               |                       |                                                                                          |
| 2017/2018        | Hockeyallsvenskan  | 9                |                       |                                                                                          |
| 2018/2019        | Hockeyallsvenskan  | 14               |                       | 1:a i kvalserien                                                                         |
| 2019/2020        | Hockeyallsvenskan  | 6                |                       | Slutspelsserien inställd                                                                 |
| 2020/2021        | Hockeyallsvenskan  | 11               |                       |                                                                                          |
| 2021/2022        | Hockeyallsvenskan  | 11               |                       |                                                                                          |
| 2022/2023        | Hockeyallsvenskan  | 8                |                       | Slutspel: Utslagna av Västerås IK                                                        |

Efter säsongens slut ansökte aktiebolaget, i vilket A-laget drevs, om konkurs. Det innebar att man fick bygga ett nya A-lag och börja om i Hockeytrean nästföljande säsong. 
| Säsong    | Division            | Placering | Vårserie               | Kval/Playoff                      |
| --------- | ------------------- | --------- | ---------------------- | --------------------------------- |
| 2023/2024 | Hockeytrean Södra D | 1         | 1:a i Alltrean Södra B | 1:a kvalserien, uppflyttade       |
| 2024/2025 | Hockeytvåan Södra A | 1         | 1:a i Alltvåan Södra   | 1:a Kvalserien södra, uppflyttade |
| 2025/2026 | Hockeyettan Södra   |           |                        |                                   |

## Tröjor upphissade i taket
Vita Hästen hedrade den 7 mars 2014 de tre största legendarerna i klubbens historia genom att hissa upp deras tröjor i Himmelstalundshallens tak. Dessa tre valdes ut av folket genom en internetomröstning på NT.se där totalt nio spelare var nominerade. Totalt röstade drygt 4 700 personer på sina tre favoriter under en veckas tid.
- Rickard Rauge, nr 17 (3057 röster)
- Conny Gyllander, nr 1 (2616 röster)
- Peter "Firsov" Eriksson, nr 4 (2014 röster)